# Colditz : La Guerre des évadés
Pour les articles homonymes, voir Colditz (homonymie).
Colditz : La Guerre des évadés est un téléfilm britannique réalisé par Stuart Orme, diffusé en 2005.

## Synopsis
L'aventure de soldats britanniques du Special Operations Executive (SOE) durant la Seconde Guerre Mondiale.

## Fiche technique
- Titre original : Colditz
- Titre français : Colditz : La Guerre des évadés
- Scénario : Richard Cottan et Peter Morgan
- Pays :  Royaume-Uni
- Durée : 185 minutes

## Distribution
- Damian Lewis : Cpt / Lt. Nicholas McGrade
- Tom Hardy : 2d Lt. Jack Rose
- Sophia Myles : Lizzie Carter
- Laurence Fox : Capt. Tom Willis
- James Fox : Lt. Colonel Jimmy Fordham
- Timothy West : Bunny Warren
- Jason Priestley : Flying Officer Rhett Barker
- Guy Henry : Capt. Sawyer
- Robert Whitelock : Flt Lt. Venning
- Charles Kay : Colonel Henry Cartwright, Military Attaché in Switzerland
- Juliet Howland : Mary
- Scott Handy : Mullan
- Alex Avery : Collins
- Eve Myles : Jill
- Robert Cambrinus : Tony de Jongh
- Rüdiger Vogler : Maj. Fritz Werner
- Morgane Slemp : Gina
- Werner Daehn : Ullman
- Armin Dillenberger : Meisner
- Joseph Beattie : Barnes
- Luke Neal : Hewitt
- Charles Edwards : Ellways, MI9 Officer
- Daniel Hawksford : Cole, MI9 Officer
- Teresa Churcher (en) : Woman With Baby
- Stephane Cornicard : Leblanc
- Pavlina Nemcova : Swiss Woman in Bar
- Pavel Cajzl : Swiss Man in Bar
- Jirí Wohanka : German Guard
- Lucie Brezovska : Farmer's Wife
- Bogdan Cieslar : Polish Translator
- Abigail Hayes : WVS Woman
- Eve Kelemenova : Woman on Train
- Joel Kirby : Soldier on Train
- Pavel Kríz : Leipzig Contact
- Petr Meissel : Jan Novak
- Martin Scully : Morse Operator
- Justin Svoboda : Soldier on Train
- Daniel Weyman : Bell